# About a Boy
About a Boy (Brasil: Um Grande Garoto / Portugal: Era Uma Vez Um Rapaz) é um livro do escritor Nick Hornby.

## Sinopse
O livro conta a história de Will Freeman, um homem na faixa dos trinta anos que inventa ter um filho apenas para poder ir às reuniões de pais solteiros e ter a oportunidade de conhecer mães solteiras.

## Adaptações

### Filme
Em 2002 foi lançado um filme com roteiro adaptado no livro, estrelado por Hugh Grant e dirigido pelos irmãos Chris Weitz e Paul Weitz.

### Televisão
O filme, também foi base para a criação da série de mesmo nome, que foi ao ar na NBC entre 2014 e 2015. O episódio piloto do show foi dirigido por Jon Favreau. Durou duas temporadas (33 episódios) antes de ser cancelado pela NBC em 8 de maio de 2015.